# Forma odlewnicza
Forma odlewnicza – zbiór elementów, które pozwalają na doprowadzenie metalu do wnęki odzwierciedlającej kształt wykonywanego odlewu. Formy odlewnicze w przypadku form jednorazowych zrobione są masy formierskiej (formy jednorazowe) lub z metalu (formy trwałe).
W pierwszym przypadku wewnątrz formy znajduje się układ wlewowo-zasilający, wnęka lub model odlewu oraz kanały odpowietrzające. Układ wlewowo-zasilający ma za zadanie doprowadzenie metalu do wnęki lub modelu, a kanały odpowietrzające mają za zadanie odprowadzić nadmiar gazów zgromadzony np. w wyniku odlewnia metoda traconego wosku. Sam model powinien być usytuowany tak, by jego płaszczyzna podziału pokrywała się z płaszczyzną podziały formy. Masa formierska powinna być zagęszczona bardziej wokół modelu i układu wlewowo-zagęszczającego, a mniej przy krawędziach. Masę zagęszczać można zarówno ręcznie, jak i automatycznie. W celu wykonania kanałów odpowietrzających należy nakłuć górną powierzchnie formy.
W drugim przypadku formy mogą być niedzielone lub posiadać wiele płaszczyzn podziału. Ponieważ forma wykonana jest z metalu nie ma możliwości odprowadzanie gazów poprzez nakłucie formy. Rolę kanałów odpowietrzających pełnią szczeliny wykonane na płaszczyznach podziału oraz korki odpowietrzające. Głównymi zaletami form trwałych w porównaniu do form jednorazowych są: mała chropowatość powierzchni, brak problemów z odpadami oraz eliminacja problemu składowania skrzynek formierskich.